# (9947) Takaishuji
(9947) Takaishuji est un astéroïde de la ceinture principale.

## Description
(9947) Takaishuji est un astéroïde de la ceinture principale. Il fut découvert le 17 août 1990 à l'observatoire Palomar par Eleanor Francis Helin. Il présente une orbite caractérisée par un demi-grand axe de 2,33 UA, une excentricité de 0,25 et une inclinaison de 21,9° par rapport à l'écliptique.

## Compléments